# European Liberal Forum

Logo des European Liberal Forum

Das European Liberal Forum (ELF) ist eine europäische politische Stiftung, die der Allianz der Liberalen und Demokraten für Europa (ALDE) nahesteht. Das ELF wurde 2007 gegründet. Mitglieder sind liberale Denkfabriken, nationale politische Stiftungen und ähnliche Institutionen aus ganz Europa zusammen. Dabei ist sie im Vergleich zu anderen politischen Stiftungen auf europäischer Ebene unabhängiger von der Partei als andere.
Die ELF beschäftigt sich insbesondere mit dem Prozess der europäischen Integration, den sie beobachtet, analysiert und durch Forschung und Ausbildung unterstützt. Sie hat ihren Sitz in Brüssel. Vorsitzender ist Jürgen Martens (FDP, Mitglied des Deutschen Bundestages).